# Edward Curtiss

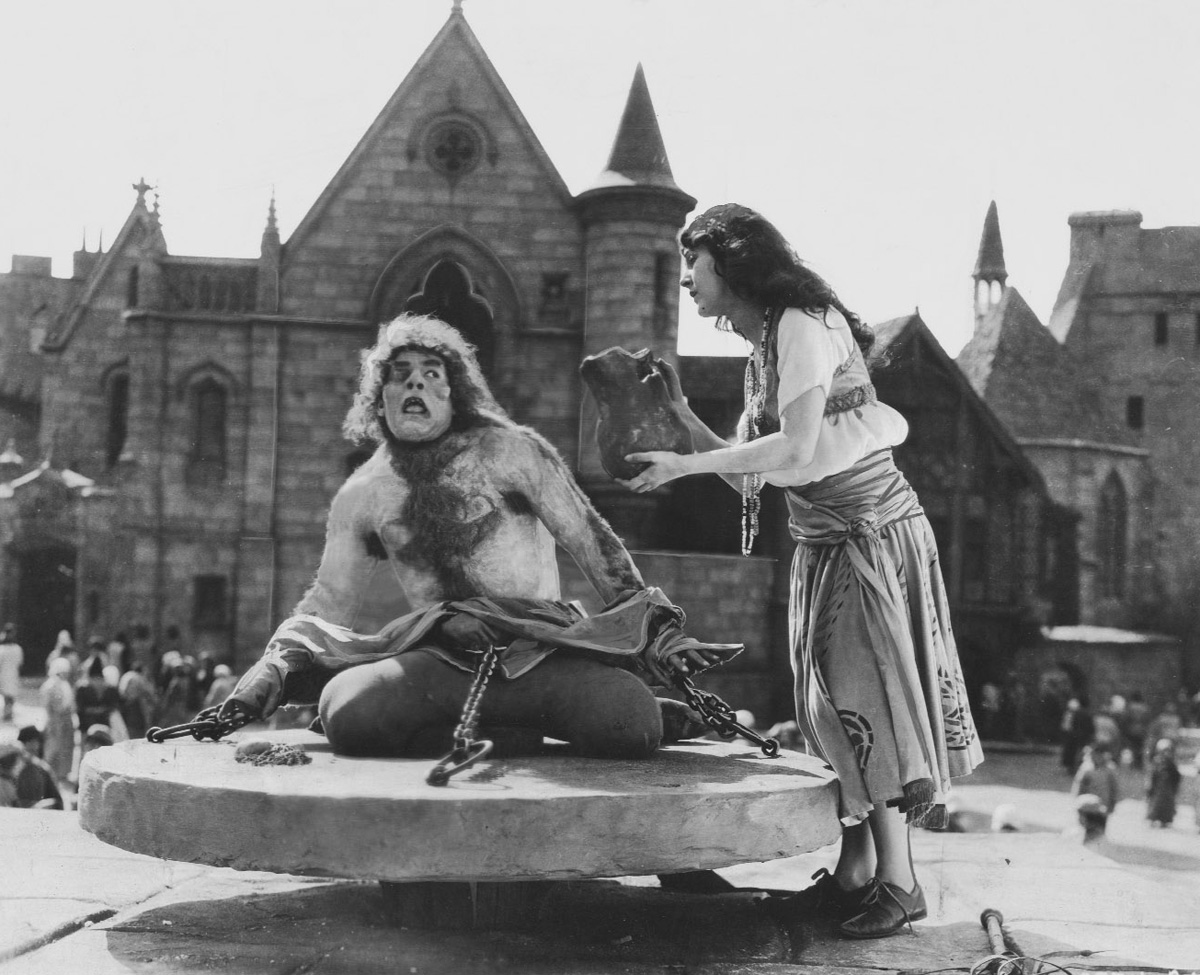
Notre-Dame de Paris (1923) :
Lon Chaney et Patsy Ruth Miller

Edward Curtiss (parfois crédité Edward Curtis) est un monteur américain (membre de l'ACE), né le 7 juillet 1898 à Los Angeles, ville où il est mort — quartier d'Hollywood — le 7 novembre 1970.

## Biographie
Au cinéma, Edward Curtiss débute comme monteur sur Notre-Dame de Paris de Wallace Worsley (1923, avec Lon Chaney et Patsy Ruth Miller). Suivent jusqu'en 1961 cent-vingt-deux autres films américains, dont Scarface (1932, avec Paul Muni et Ann Dvorak) et Les Chemins de la gloire (1936, avec Fredric March et Warner Baxter), tous deux réalisés par Howard Hawks, Les Démons de la liberté de Jules Dassin (1947, avec Burt Lancaster et Hume Cronyn), le western Winchester '73 d'Anthony Mann (1950, avec James Stewart et Shelley Winters), ou encore Le Salaire du diable de Jack Arnold (1957, avec Jeff Chandler et Orson Welles).
Le Vandale d'Howard Hawks et William Wyler (1936, avec Edward Arnold et Joel McCrea) lui vaut son unique nomination à l'Oscar du meilleur montage.
Pour la télévision, Edward Curtiss contribue à quatre séries, depuis Rawhide (un épisode, 1959) jusqu'à La Quatrième Dimension (quatre épisodes, 1963), après quoi il se retire.

## Filmographie partielle

### Cinéma
- 1923 : Notre-Dame de Paris (The Hunchback of Notre Dame) de Wallace Worsley
- 1925 : Le Fantôme de l'Opéra (The Phantom of the Opera) de Rupert Julian
- 1929 : Le Piège d'amour (The Love Trap) de William Wyler
- 1931 : Le Code criminel (The Criminal Code) d'Howard Hawks
- 1931 : The Good Bad Girl de Roy William Neill
- 1932 : Scarface d'Howard Hawks
- 1932 : La Grande Muraille (The Bitter Tea of General Yen) de Frank Capra
- 1933 : Après nous le déluge (Today We Live) d'Howard Hawks
- 1934 : Strange Wives de Richard Thorpe
- 1934 : Les Grandes Espérances (Great Expectations) de Stuart Walker
- 1935 : Ville sans loi (Barbary Coast) d'Howard Hawks
- 1936 : Le Vandale (Come and Get It) d'Howard Hawks et William Wyler
- 1936 : Les Chemins de la gloire (The Road to Glory) d'Howard Hawks
- 1938 : Swing That Cheer d'Harold D. Schuster
- 1939 : La Tour de Londres (Tower of London) de Rowland V. Lee
- 1939 : J'ai volé un million (I Stole A Million) de Frank Tuttle
- 1940 : Mon petit poussin chéri (My Little Chickadee) de Edward F. Cline
- 1940 : Sur la piste des vigilants (Trail of the Vigilantes) de Allan Dwan
- 1940 : Les Dalton arrivent (When the Daltons Rode) de George Marshall
- 1941 : Une femme à poigne (The Lady from Cheyenne) de Frank Lloyd
- 1941 : Révolte au large (This Woman is Mine) de Frank Lloyd
- 1942 : L'Agent invisible (Invisible Agent) de Edwin L. Marin
- 1942 : Cinquième Colonne (Saboteur) de Alfred Hitchcock
- 1943 : Frankenstein rencontre le loup-garou (Frankenstein Meets the Wolf Man) de Roy William Neill
- 1945 : La Femme en vert (The Woman in Green) de Roy William Neill
- 1946 : Le Gars épatant (Swell Guy) de Frank Tuttle
- 1946 : Tanger (Tangier) de George Waggner
- 1946 : Her Adventurous Night de John Rawlins
- 1947 : Les Démons de la liberté (Brute Force) de Jules Dassin
- 1947 : Deux Nigauds démobilisés (Buck Privates Come Home) de Charles Barton

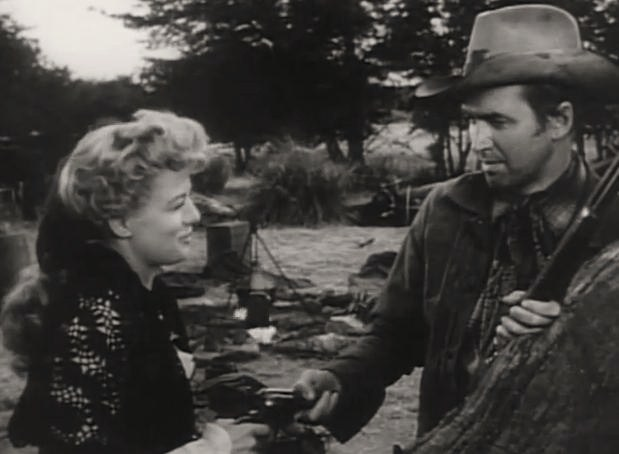
Winchester '73 (1950) :
Shelley Winters et James Stewart

- 1948 : La Comtesse de Monte-Cristo (en) (The Countess of Monte Cristo) de Frederick de Cordova
- 1948 : Casbah de John Berry
- 1948 : Champion malgré lui (Feudin', Fussin' and A-Fightin') de George Sherman
- 1949 : Deux Nigauds chez les tueurs (Abbott and Costello Meet the Killer, Boris Karloff) de Charles Barton
- 1949 : La Fille des prairies (Calamity Jane and Sam Bass) de George Sherman
- 1950 : Dangereuse Mission (Wyoming Mail) de Reginald Le Borg
- 1950 : Winchester '73 d'Anthony Mann
- 1951 : Le Voleur de Tanger (The Prince Who Was a Thief) de Rudolph Maté
- 1951 : Le Château de la terreur (The Strange Door) de Joseph Pevney
- 1951 : La Caverne des hors-la-loi (Cave of Outlaws) de William Castle
- 1951 : Deux Nigauds chez les barbus (Comin' Round the Mountain) de Charles Lamont
- 1952 : Les Rois du rodéo (Bronco Buster) de Budd Boetticher
- 1952 : Les Conducteurs du diable (Red Ball Express) de Budd Boetticher
- 1953 : Le Gentilhomme de la Louisiane (The Mississippi Gambler) de Rudolph Maté
- 1953 : La Cité sous la mer (City Beneath the Sea) de Budd Boetticher
- 1953 : L'aventure est à l'ouest (The Great Sioux Uprising) de Lloyd Bacon
- 1954 : Les Bolides de l'enfer (Johnny Dark) de George Sherman
- 1954 : Vengeance à l'aube de George Sherman
- 1954 : Le Chevalier du roi (The Black Shield of Falworth) de Rudolph Maté

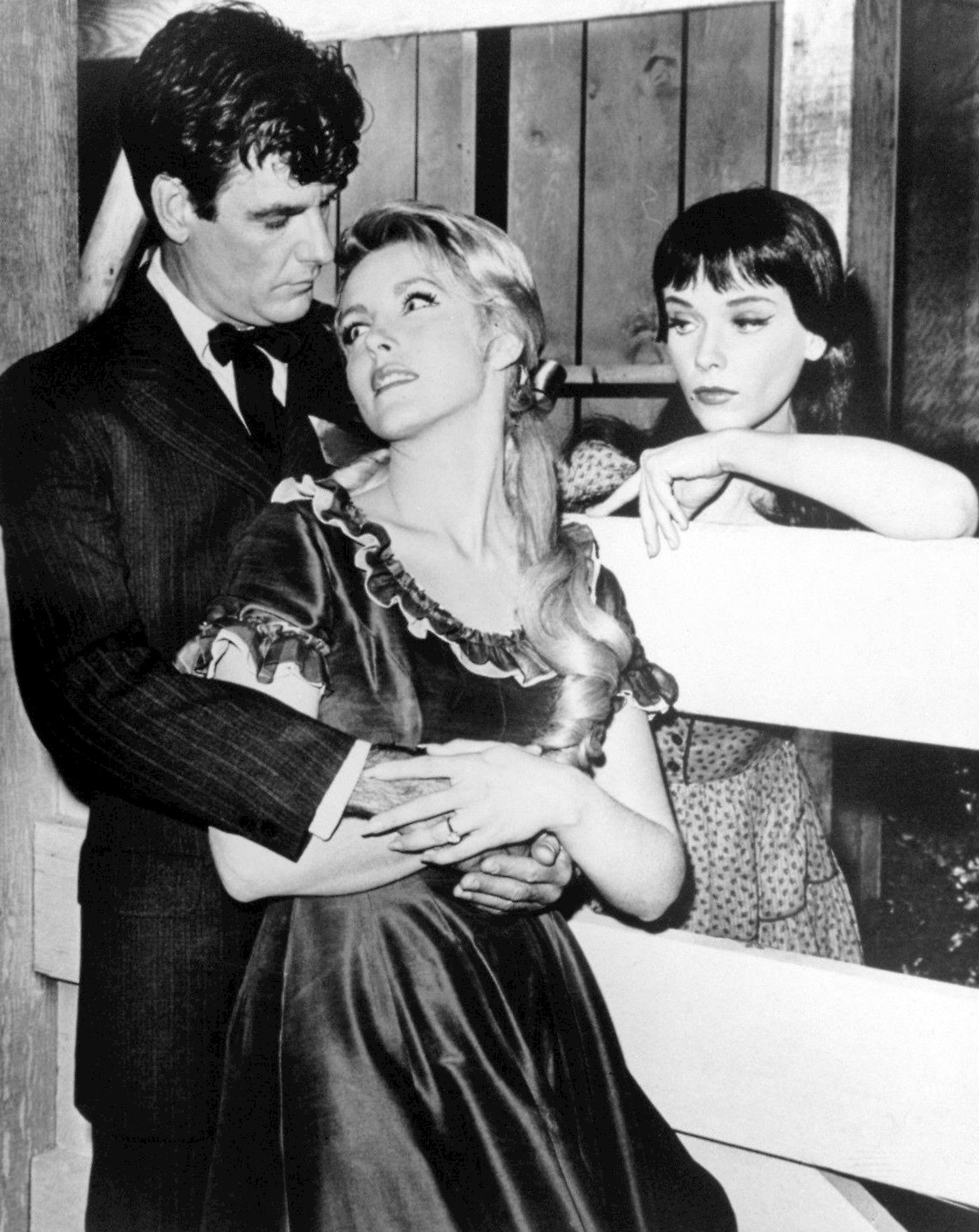
Série La Quatrième Dimension, épisode Jess-Belle (1963) : James Best, Laura Devon et Anne Francis

- 1955 : L'Enfer des hommes (To Hell and Back) de Jesse Hibbs
- 1955 : Deux Nigauds et les flics (Abbott and Costello Meet the Keystone Cops) de Charles Lamont
- 1955 : Le Gang des jeunes (Running Wild) d'Abner Biberman
- 1956 : Crépuscule sanglant (Red Sundown) de Jack Arnold
- 1956 : L'Enquête de l'inspecteur Graham (The Unguarded Moment) d'Harry Keller
- 1956 : La créature est parmi nous (The Creature Walks Among Us) de John Sherwood
- 1957 : Une arme pour un lâche (Gun for a Coward) d'Abner Biberman
- 1957 : Le Salaire du diable (Man in the Shadow) de Jack Arnold
- 1957 : La Robe déchirée (The Tattered Dress) de Jack Arnold
- 1957 : L'Extravagant Monsieur Cory (Mister Cory) de Blake Edwards
- 1958 : Le Gang des filles (Girls on the Loose) de Paul Henreid
- 1958 : L'Étoile brisée (Ride a Crooked Trail) de Jesse Hibbs
- 1958 : La Soif du mal (Touch of Evil) d'Orson Welles
- 1960 : Le Commando de destruction (The Mountain Road) de Daniel Mann

### Séries télévisées
- 1959 : Rawhide, saison 1, épisode 2 Le Trouble-Fête (Incident at Alabaster Plain) de Richard Whorf
- 1961 : Le Jeune Docteur Kildare (Dr. Kildare), saison 1, épisode 1 Twenty-Four Hours de Boris Sagal
- 1963 : La Quatrième Dimension (The Twilight Zone), saison 4, épisode 1 À son image (In His Image), épisode 7 Jess-Belle de Buzz Kulik, épisode 8 Miniature de Walter Grauman, et épisode 18 Le Chantre (The Bard) de David Butler

## Distinction
- 1937 : Nomination à l'Oscar du meilleur montage, pour Le Vandale.